# My favorite things (ラジオ番組)
『My favorite things』（マイ・フェイヴァリット・シングス）は、JFNC制作の5分間のラジオ番組である。

## 概要
放送基準日は、土曜日12:55 - 13:00（再放送は16:55 - 17:00）。週替りでアーティストの大好きなものを紹介してもらうという番組。番組テーマソングは「私のお気に入り」（映画：『サウンド・オブ・ミュージック』）のアレンジヴァージョンだった。

## ネット局
- エフエム沖縄（FM沖縄）
- エフエム佐賀（FMS）
- エフエム長崎（SMILE-FM）
- エフエム大分（Air-Radio）
- エフエム徳島（FM徳島）
- 岡山エフエム放送（FM岡山）
- エフエム山陰（V-air）
- エフエム群馬（FM群馬）
- エフエム青森（AFB、FM青森）

このほか、年末に、自社番組差替えでエフエム山口（FMY）がネット（一時期はレギュラーネット）する。
過去
- 岐阜エフエム放送（岐阜FM） - 2005年11月終了
- 富山エフエム放送（FMとやま）